# 뱅상 라토르
뱅상 라토르(Vincent Latorre, 1980년 3월 16일 ~ )는 프랑스의 배우이다.

## 작품 목록
- 얼라이드